# Strongylamma arenosa
Strongylamma arenosa är en svampdjursart som först beskrevs av Jean Vacelet och Vasseur 1971.  Strongylamma arenosa ingår i släktet Strongylamma och familjen Tedaniidae. Inga underarter finns listade i Catalogue of Life.